# Ghislain Muller
Ghislain Muller (* 30. September 1950 in Roubaix) ist ein französischer Jazzmusiker (Vibraphon, auch Perkussion und Holzflöte, Komposition).

## Leben und Wirken
Muller, der zunächst als Amateur Klavier gespielt hatte, begann 1973 als Autodidakt Vibraphon zu lernen. Anschließend studierte er im Illustrationsstudio der École supérieure des arts décoratifs de Strasbourg, dem Studio von Claude Lapointe. 1973 begann er, in Jazzclubs seiner Region mit Gastmusikern aufzutreten. Dann spielte er regelmäßig mit dem Pianisten Francis David und dem Schlagzeuger Franco Manzecchi, hauptsächlich in Frankreich und Deutschland.
1977 nahm er mit dem Trio Transport Terrestre, das er mit dem Saxophonisten Jean Baptiste Antonioli und dem Bassisten Philippe Poirier bildete, ein gleichnamiges Live-Album für Palm auf. Mit dem Bassisten Jean-Pierre Demas gründete er das Quintett Paul Arzo Cie. 1982 war er Gründungsmitglied der Sweet Chorus Formation (mit dem Akkordeonisten Marcel Loeffler, den Gitarristen Mandino Reinhardt, Sony Reinhardt, Patrick Andresz, dem Klarinettisten Pierre Zeidler sowie Demas), mit der er zwei Alben einspielte und regelmäßig in Europa auftrat. Weiterhin gehörte er zu Plan B, Urban Jazz System und Zeroklub. Er gründete 1989 das Vibraphone Special Project, das 1995 ein Album veröffentlichte. Als Komponist, Arrangeur und Vibraphonist ist er Gründungsmitglied der Big Band VSP Orkestra unter der Leitung des Posaunisten Pascal Beck, die mehrere Alben und Bildträger, auch mit Arkady Shilkloper, aufnahm. Weiterhin trat er mit Cécile Verny auf.
Zudem ist Muller seit 1986 im Führungsteam des Jazzdor – Festival de Jazz de Strasbourg und seiner „Ableger“ Jazzdor Strasbourg-Berlin und Jazzdor La saison à Strasbourg.

## Diskografische Hinweise
- 1977: Transport Terrestre (Palm Records, mit Jean-Baptiste Antonioli und Philippe Poirier)
- 1984: Sweet Chorus (Oméga, mit Mandino Reinhardt, Sony Reinhardt, Patrick Andresz, Marcel Loeffler, Pierre Zeidler, Jean-Pierre Demas)
- 1995: Sweet Chorus Patchwork (Free Son)
- 1997: VSP Orkestra & The Brass Gang: Tonight’s Episode (Quoi de neuf docteur, mit Serge Haessler, Pierre Lamboley, Renaud Leipp, Jean-Christophe Mentzer, Francis Baur, Luc Grislin, Jérémy Lirola, Francesco Rees, Guy Broglé, Lotfi Ben Ayed)
- 2005: VSP Orkestra & Arkadi Shilkloper: Piment (Octa Prod)
- 2012: VSP Orkestra: Concert Live, (Octa Prod; DVD)